# Голий ланч
«Голий ланч» (англ. Naked lunch) — роман американського письменника Вільяма Берроуза. Уперше опублікований англійською мовою 1959 року в паризькому видавництві Olympia Press. Український переклад роману від видавництва Komubook побачив світ 2016 року.
У низці європейських країн і на території США книга була під забороною через часте використання ненормативної лексики., відвертої гомосексуальної направленості та наявності сцен із описом педофілії та дітовбивств. Вільному поширенню роману в США передували два гучних судових процеси, в ході яких на захист «Голого ланчу» виступили відомі письменники та поети, зокрема Норман Мейлер і Аллен Гінзберг. Підсумком слухань стало зняття з роману всіх обвинувачень у непристойності. Завершений 1966 року судовий розгляд став останнім в історії США процесом, на якому розглядалась можливість цензурної заборони на публікацію книги.
«Голий ланч» традиційно вважається етапним твором американської літератури XX століття та однією з ключових книг біт-покоління поруч із романом «У дорозі» Керуака та «Криком» Аллена Гінзберга. Книга входить до списків «100 найкращих англомовних романів з 1923 по 2005 рік» за версією «Тайм» і «100 найкращих романів» за версією «Новітньої бібліотеки». 1991 року режисер Девід Кроненберг зняв за мотивами роману Берроуза однойменний фільм.

## Сюжет
Традиційно «Голий ланч» розглядають як один із перших великих творів, написаних Берроузом за методом натинань . Відповідно до факту, що до кінцевого рукопису роману (інша назва — антироман) шляхом компонування потрапили численні різнорідні тексти — «СЛОВО» з «Інтерзони», витримки з листів Гінзбергу та численні раніше не опубліковані прозаїчні твори письменника, роман «Голий ланч» постає практично позбавленими нитки розповіді. Джеймс Ґрауергольц, редактор і літературний спадкоємець Берроуза, так пояснював таку ситуацію:
|  | Багато творів з 1950-х є фрагментарними за своєю природою; деякі сторінки, що починались як листи Гінзбергу, так і не були відправлені. Берроуз їх передрукував і об'єднав із іншими матеріалами. Відіслані листи також містили великі шматки тексту, що перебували на стадії опрацювання. Через це й не між «листами», «щоденниками» та «творами» не бачимо меж, принаймні в рукописах, що належать до згаданого періоду. |

«Роман складається з двадцяти трьох частин, зібраних докупи у випадковому порядку редактором, змішаних із цілою галереєю персонажів, що стали наркозалежними та якось пов'язані зі злими агентами, що контролюють їх тіла та думки» — описав зміст книги критик із Севільського університету. BBC назвало роман «жахіттям, сповненим секретними агентами, божевільними лікарями, ґанґстерами, зомбі, фалічними почварами, вампірами й інопланетянами, залученими до садомазохістських оргій, трансформацій, диявольських планів і міжпланетних воєн». Книгу часто приналежнюють до жанру антиутопії (зрідка до фентезі), серед основних тем виділяючи наркотичні галюцинації, документальні записи про побут Танжера, гомосексуальні сцени, порнографічні описи різних збочень і фармакологічні описи впливу різноманітних препаратів на людину.
Книга починається з опису пригод Агента Лі, що подорожує Сполученими Штами в пошуках чергової дози наркотику; головного героя протягом усієї оповіді переслідує поліція. Тут у сюжетну лінію потрапляють і численні епізодичні персонажі, що описують різноманітні знайомства Лі протягом його подорожі. Протагоніст одержує завдання найняти такого собі Доктора Бенвея, для чого він вирушає на територію Мексики; там Бенвей розповідає Лі про своє перебування в місці, що наживається Аннексія (місто, що його використовував Берроуз для ілюстрації штату, на манер американських, що є підконтрольним поліції та системі контролю, що поставлена вище за права та свободи людини). Оповідь далі переміщується до Свободії (ця тема найповніше розвивається в есе «Межі контролю» з «Лічильної машини»; відповідно до Берроуза, для того щоб бути якомога ефективнішим, контроль повинен бути частковим — він повинен створювати ілюзію свободи), щось на кшталт лімбу, де в оповідь потрапляє впливова організація «Іслам Інк.» (роботодавець Лі); також з'являються нові герої — Хоселіто, Карл і Клем. Описується торговий майданчик, де продається так зване «чорне м'ясо» (в романі воно відображає наркоту, тобто героїн). Тут і вперше відкривається істинна суть Бенвея — злого, садистського лікаря-психопата, який і постає антагоністом для Агента Лі. Оповідь переміщається зі Свободії до Інтерзони (це місце створене Берроузом за подобою Міжнародної зони Танжер у Марокко, де він жив протягом тривалого часу), де з'являється новий герой — Хассан (Гасан ібн Саббах, герой безлічі творів письменника), що влаштовує кровожерливу оргію. Паралельно з цим в оповідь потрапляє А.Дж., що зриває вечірку та розпалює конфлікт із Хассаном. Далі події роману повертаються до торгового майданчику Аннексії, описується її тоталітарний режим. Одночасно з цим ідуть короткі історії учасників подій — Бенвея, А.Дж., Клема та інших. Відтак слідує опис чотирьох зацікавлених сторін, представлених на території Інтерзони. Сюжет неочікувано повертається до дійсності Агента Лі, якого переслідує двійко поліцейських, із якими він успішно розправляється. Роман завершується зім'ятим (за методом натинань ) діалогом і неочікувано завершується.

## Назва
Назву для майбутнього роману вигадав Джек Керуак. В одному з мемуарних есе Берроуз зізнавався, що «саме Керуак» переконав його «написати книгу та назвати її „Голий ланч“». Смисл назви письменник розкривав у авторській передмові до роману «Голий ланч»:
|  | Назву запропонував Джек Керуак. До недавнього свого видужання я не розумів, що вона означає. А означає вона саме те, про що говорять ці слова: ГОЛИЙ ланч — застигла мить, коли кожен бачить, що розміщене на кінці кожної виделки. |

Примітним є те, що нинішня назва роману з'явилась унаслідок неправильного прочитання. У Берроуза був неохайний почерк — і коли Гінзберг із Керуаком одержали один із рукописних варіантів роману, читаючи вголос, Гінзберг допустився помилки, переплутавши авторську «голу хіть» (англ. naked lust) з «голим ланчем» (англ. naked lunch). Саме тоді Керуаку і надійшла ідея, що саме така назва найкраще підходить для книги. Ця версія походження назви вперше була оприлюднена у випуску «Нью-Йорк Таймс» за 3 серпня 1997 року, однак існує й зовсім інший варіант. Відповідно до нього, назва була запропонована в середині 1940-х, коли Берроуз зустрів Керуака, який і запропонував йому написати роман, назвавши його «Голим ланчем». Ця версія згадується самим письменником у збірці есе «Лічильна машина».
Американський письменник і есеїст Деніел Фухс дає розгорнутий коментар стосовно етимології назви книги: «Визначення Берроуза [про застиглу мить] — це черговий приклад утечі від „цивілізованих форм“, форм, які він вважає за садистські. Він, наприклад, критикує смертну кару — максимальну форму контролю: „Якщо цивілізовані країни бажають повернутись до Друїдичних Обрядів Повішення у Священному Гаю або до того, щоб пити кров разом із Ацтеками та годувати їх Богів кров'ю людських жертв, то нехай поглянуть, що ж насправді вони їдять і п'ють. Нехай поглянуть, що лежить на кінчику цієї довгої газетної ложки“. Тут знову з'являється „ланч“, виделка чи ложка — це новини від цивілізації.»
Додаткової згадки заслуговує те, що оригінальну назву «Naked Lunch» перший видавець замінив на «The Naked Lunch». Без означеного артикля «the» книга вперше вийшла лише в американському виданні.

## Створення
На початку 1950-х років Вільям Берроуз завершив свою подорож Еквадором і Перу (звіти про перебування там письменника зрештою сформують книгу «Листи Яхе») і переїхав до Марокко, в Міжнародну зону Танжер, яку мріяв відвідати після прочитання декількох книг Пола Бовлса. У Танжері Берроуз багато писав, і до 1957 року роботу над дещо розрізненою творчістю письменника розпочали його близькі друзі — Аллен Гінзберг, Джек Керуак і Алан Ансен. Продуктом їх спільної праці став збірник оповідань «Інтерзона», яка, зрештою, не потрапляє до друку аж до 1989 року. Одна з частин «Інтерзони», автором названа «СЛОВО», стала предтечею «Голого ланчу»; під час роботи над цим матеріалом Берроуз остаточно ствердився у використанні методу натинань, який відіграє вирішальну роль у прийдешній роботі над «Голим ланчем». Написання «СЛОВА» стало переломною точкою у творчості Берроуза, що остаточно відокремила письменника від традиційної форми оповіді, в якій він написав романи «Гомик» і «Наркота». До схожої стилістики письменник уже ніколи й не повертався, зробивши фірмовий нелінійний стиль написання основним інструментом у своїй творчості. Кінцевий вигляд рукопису роману виявився для письменника несподіванкою; відповідаючи на питання журналіста щодо фрази зі вступу — «Точно не пам'ятаю, як я писав те, що тепер опубліковане під назвою „Голий ланч“», Берроуз назвав її геперболою. Автор казав, що був сильно здивований, коли побачив листи Гінзбергу, яких не тримав у руках багато років. Письменника вразила кількість матеріалу, якого вони містили, і що надалі увійшов до «Голого ланчу». Уперше Берроуз згадує про те, що закінчив роботу над романом у листі від 17 січня 1959 року Полу Бовлзу.
Коли Берроуз 1958 року вперше запропонував Морісу Жиродья, керівнику видавництва Olympia Press, яке спеціалізувалось на випуску книг, написаних у грубій манері з використанням табуйованої лексики та часто близьких до порнографії, опублікувати роман, Жиродіа відповів відмовою. Письменник був змушений звернутись у Сан-Франциско до Лоуренса Ферлінґетті та його Сіті Лайтс; Олівер Гарріс, співавтор книги «Листи Вільяма Берроуза», зазначає, що хоч письменник і пішов на поступки — погодившись викреслити з тексту «брудні» моменти, Ферлінґетті все одно відхилив пропозицію стати видавцем «Голого ланчу». Лише через деякий час, коли значний уривок книги опублікувало Чикаґо Рев'ю, цікавістю до рукопису просяк раніше незацікавлений ним Жиродіа. Редактором готованого до випуску роману став видавець Чикаґо Рев'ю Ірвінґ Розенталь. Він вважав, що текст рукопис не має достатнього обсягу й попросив Берроуза надати додаткові матеріали для розширення тексту роману. На основі «СЛОВА» та багатьох інших записів Берроуз разом із друзями, що допомагали його з «Інтерзоною», розпочали верстку. Окремої згадки заслуговує те, що «танжерський» період творчості характерний тим, що письменник не виводив меж між безпосередньо художньою творчістю й особистими листами, доручивши редакторську роботу Гінзбергу. Було відібрано сотні сторінок матеріалу, заново надруковано та складено за методикою «фолд-ін», розробленою на основі методу натинань. Увесь матеріал було відправлено Морісу Жиродья.

## Судові процеси над видавцем
Роман видало видало видавництво Olympia Press 1959 року у Франції, однак він потрапив до списку заборонених до видання на території США через великий вміст нецензурної лексики, наявність сцен із педофілією та вбивствами дітей. Примітним є і те, що й у Франції не обійшлось без скандалу — справа дійшла до того, що провідним літераторам (не французьким, як писав Берроуз) довелось написати відкритого листа уряду з виправданнями дій Жиродіа щодо передання роману до друку.
1961 року Россет, попри чинну заборону публікування роману, придбав 10 000 примірників книги з наміром поширити її територією Сполучених Штатів. Планам видавця не було суджено збутись: інша книга Grove Press, роман Генрі Міллера «Тропік Рака» зумовив навколо себе дебати та привернув увагу громадськості до видавництва — випуск до друку «Голого ланчу» довелось відкласти на невизначений час. 1962 року Grove Press виграло антицензурну справу в суді міста Чикаґо, а невдовзі під час Единбурґської письменницької конференції, організованої аванґардистським видавцем Джон Калдер, на захист «Голого ланчу» висловились Норман Мейлер і Александр Троккі. Россет вирішив замовити ще декілька тисяч примірників роману та розпочав його продавати на території США. Протягом року книга була доступна в книгарнях на всій території країни, однак невгамовані заворушення до 1963 року призвели до арешту великої партії книг бостонською поліцією. Цей факт посилив інтерес покупців до роману, який раніше не мав у читачів шаленої популярності. Невдовзі по тому міський суд визнав роман непристойним і ввів заборону на його розповсюдження. У зв'язку з громадськими заворушеннями, зумовленими романом (ще до судових процесів), Берроузу довелось написати вступну статтю до книги, пояснюючи її смисл. Численні описи вживання наркотиків сприяли неправильному розумінню позиції автора з цього приводу. Берроуз писав про це 11 вересня 1959 року Гінзбергу:
|  | Я готую щось на кшталт письмових свідчень, пояснення суті «Голого ланчу» для власної безпеки. Роман взагалі про вірус наркозалежності. У ньому розкривається природа вірусу та те, як його можна стримати. Я зовсім не за наркоту і ніколи за неї не був. Навпаки, я закликаю: люди, злізайте ви з потягу наркоти, він мчиться укосом завдовжки в три милі прямо в купу дурману! |

Стаття Берроуза, найменована «Письмове свідчення: свідоцтво щодо хвороби», станом на сьогодні взята за переднє слово практично у всіх виданнях роману. Після того, як «свідчення» було опубліковане, його піддав критиці Гінзберг, який вважав, що «вона виходить за межі необхідного юридичного захисту та не відповідає духу книги». Поет звинувачував Берроуза у зайвому моралізаторстві та спробі відмовитись від авторства рукопису.
Через судову тяганину впродовж двох прийдешніх років процес над видавцем «Голого ланчу» не міг початися. Процес судочинства був запущений 12 січня 1965 року. Справу розглядав суддя Юджин Гадсон. Основною стратегією захисту Grove була ідея показати, що твір має незаперечну соціальну значущість. Серед запрошених експертів для оцінювання книги були представлені Гінзберг, Мейлер і Чіарді. Сам автор на слуханні не був присутній; відповідаючи на слушне питання журналіста про це, Берроуз відповів:
|  | Викликали, але я відмовився їхати. А загальне враження — цілковитий фарс. Захист доказував, буцімто «Голий ланч» має величезну суспільну значущість, однак, як на мене, це справи не стосується та не зачіпає основного питання про право цензури загалом, про право держави здійснювати яку б то не було цензуру. Впевнений, був би я там, користі б не приніс. |